# Rozpoznanie radiolokacyjne
Rozpoznanie radiolokacyjne – rozpoznanie za pomocą stacji radiolokacyjnych służących do wykrywania celów.
Celami mogą być powietrzne i naziemne cele ruchome (określają ich bieżące współrzędne, kierunek i prędkość ruchu) oraz nawodne cele ruchome i nieruchome. Rozpoznanie radiolokacyjne umożliwia także strzelanie własnej artylerii (rozpoznanie artyleryjskie), prowadzenie rozpoznania w nocy i podczas złej widoczności, określa współrzędne biegunowe celów oraz kierunek ruchów celów, umożliwia rozpoznanie strzelających dział i wyrzutni rakiet. Współrzędne celów określa się na podstawie wcięć pocisku na wznoszącej się części jego toru lotu.